# Laukagaliai (Jonava)

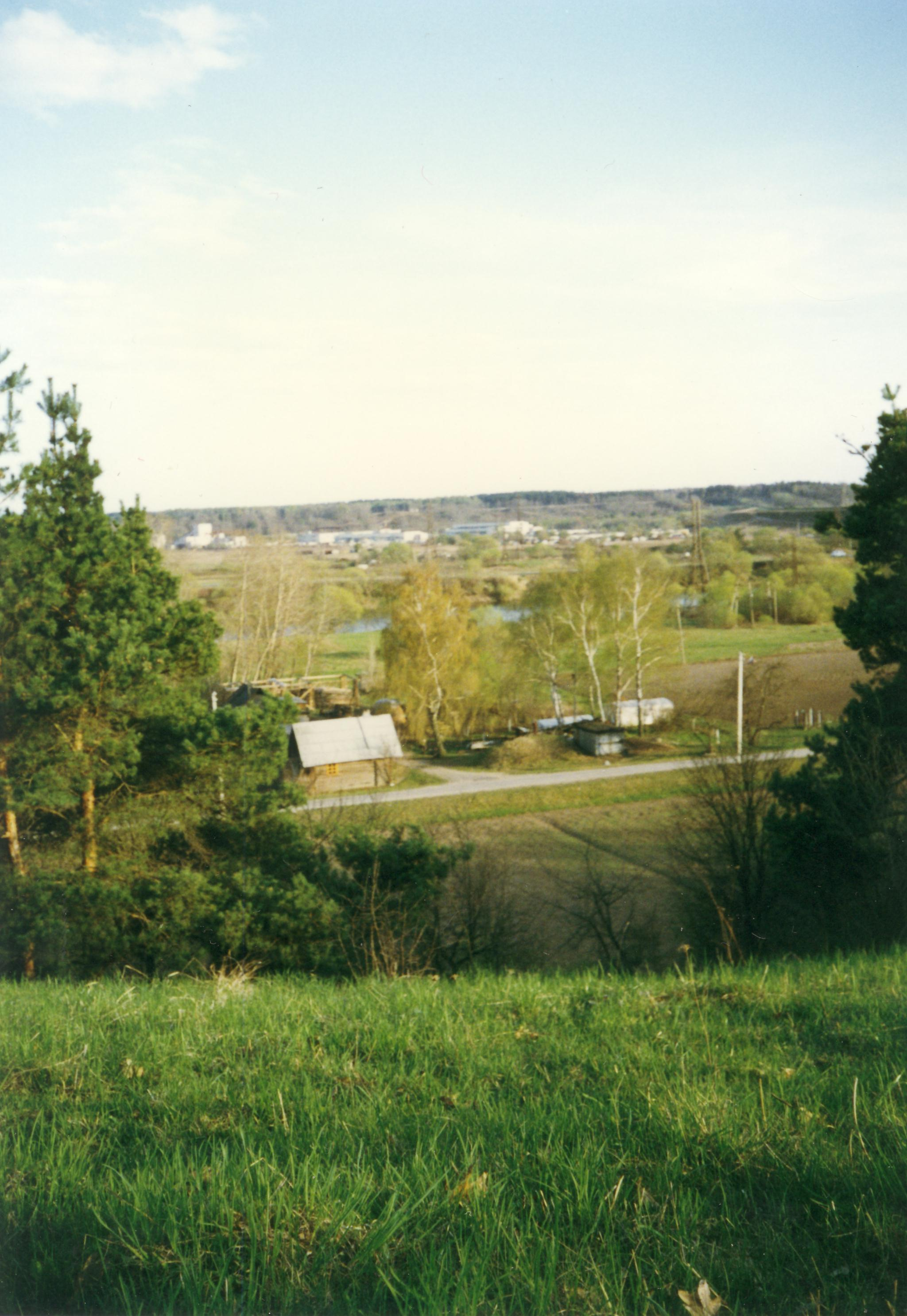
Laukagaliai

Laukagaliai (von laukas (dt. 'Feld') + galas, 'Ende') ist ein nördlicher Stadtteil von Jonava (Bezirk Kaunas) am rechten Ufer der Neris in Litauen. Es gehört dem Amtsbezirk Jonava der Rajongemeinde Jonava. Als Stadtteil entstand es aus dem südwestlichen Teil des Dorfes Laukagaliai (Amtsbezirk Šilai). Es grenzt an die Siedlung des Forstamts Jonava und den Stadtteil Paneriai. Hier befindet sich die Stadtgaragengemeinschaft "Šilelis" (lit. Jonavos miesto garažų eksploatavimo bendrija "Šilelis") unweit vom Burghügel Laukagaliai.